# Die Glut
Die Glut (ungarisch A gyertyák csonkig égnek ‚Die Kerzen brennen bis zum Stumpf‘) ist ein Roman von Sándor Márai aus dem Jahr 1942, der 1990 im Original und 1998 in deutscher Übersetzung neu herausgegeben wurde.

## Inhalt
Der Roman spielt im Jahr 1941 auf einem Jagdschloss am Rande der Karpaten. Während er den Besuch seines Jugendfreundes Konrád erwartet, blickt der alte ungarische General Henrik zurück auf sein Leben. Henrik und Konrád waren in ihrer Jugend gute Freunde, obwohl Henrik aus einer reichen Familie des Hochadels stammt, während Konrád der Sohn eines verarmten Barons ist. Auf einer Jagd aber legte Konrád mit dem Gewehr auf Henrik an. Er zögerte jedoch zu schießen, verpasste den Moment und verschwand anschließend „in die Tropen“. Am anderen Tag, nach Konráds Abreise, besuchte Henrik dessen Zimmer, in das Konrád ihn nie hineingelassen hatte, und war überrascht von der geschmackvollen Ausstattung. Hier trifft er überraschend auf seine Ehefrau Krisztina, die sich ebenfalls in dem Zimmer umschaut; aus ihrem Verhalten schloss Henrik, dass ihr das Zimmer vertraut war und dass sie ein Liebesverhältnis mit Konrád hatte.
Nach diesem Vorfall wechseln Henrik und Krisztina kein Wort mehr miteinander. Sie beziehen weit voneinander entfernt liegende Gebäude auf Henriks weitläufigem Besitz. Acht Jahre später stirbt sie.
Henrik versucht jahrelang, sich diesen Vorfall zu erklären, das Wesen seiner Beziehung zu Krisztina und seiner Freundschaft zu Konrád zu ergründen, und die Motive für dessen vermuteten doppelten Treuebruch herauszufinden.
Konráds Rückkehr scheint dem General die Möglichkeit zu geben, diese Fragen zu klären. Das sehr einseitige Gespräch dauert die ganze Nacht. In einem langen Monolog rollt Henrik die Ereignisse und seine Folgerungen daraus auf. Mit seinen kurzen Antworten und Einwürfen bekundet Konrád nur sein Interesse und ermuntert Henrik, weiterzumachen. Er widerspricht Henriks Interpretation der Ereignisse an keiner Stelle. Eine Antwort auf eine der beiden Fragen, auf die Henrik die ganze Nacht lang hinarbeitet, bleibt jedoch aus. Kurz vor der Auflösung verbrennt Henrik selbst das entscheidende Beweismittel, ein Tagebuch seiner Frau. Konrád verweigert daraufhin die Antwort, die er als einziger kennt. Die zweite Frage will Henrik erst gar nicht stellen, da ihm bereits die Antwort auf die erste Frage verweigert wurde, entschließt sich aber doch dazu. Er fragt, „ob der wahre Inhalt“ ihrer beider Leben „nicht ebendiese qualvolle Sehnsucht nach einer toten Frau war“, was Konrád bejaht.
Im Morgengrauen verabschiedet sich Konrád, den Henrik trotz der zurückliegenden Ereignisse im Lauf des Gesprächs als seinen Freund bezeichnet hat, von Henrik. Die beiden Männer trennen sich mit allen Anzeichen freundschaftlichen Respekts voneinander.

## Veröffentlichungen
Der Roman war auf Deutsch erstmals 1950 unter dem originalgetreuen Titel Die Kerzen brennen ab in einer Übersetzung von Eugen Görcz erschienen. Nach dem großen Erfolg der französischen Übersetzung bei Albin Michel durch Marcelle und Georges Regnier im Jahr 1995 brachte der Piper Verlag das Werk 1999 in Deutschland in einer neuen Übersetzung Christina Viraghs heraus. Beim Titel orientierte man sich an der französischen Übersetzung Les Braises (dt. „Die Gluten“) und betitelte die Neuübersetzung mit Die Glut. Die Neuauflage war für den Piper Verlag ein finanzieller Erfolg. Es wurden 200.000 Exemplare innerhalb eines Jahres verkauft.

## Titel
Das Glut-Motiv, auf das die Titel der deutschen und französischen Übersetzung sich beziehen, taucht an drei Roman-Stellen auf: Kurz vor dem Abschied, als sich General Henrik und Konrád die Hände an der Glut des abgebrannten Feuers wärmen, unmittelbar zuvor, als der General das Tagebuch seiner Frau ungelesen in die Glut des Feuers wirft, obwohl er mutmaßt, dass er darin ein Geständnis oder Dementi ihrer Mittäterschaft am vermeintlichen Mord-Plan annimmt, sowie an einer Stelle, als er Konráds Mord-Motiv sucht: „In Wirklichkeit verhält es sich so, daß du mich vierundzwanzig Jahre lang gehaßt hast, mit einer heißen Leidenschaft, die schon fast an die Glut großer Beziehungen erinnert – ja, an die Liebe. Du hast mich gehaßt, und wenn ein Gefühl, eine Leidenschaft die Seele eines Menschen völlig erfüllt, dann glimmt und raucht unter einem solchen Scheiterhaufen neben aller Sympathie auch die Rachsucht“.

## Verfilmungen und Hörspiel
Das Buch wurde zweimal verfilmt: 1967 in der Bundesrepublik Deutschland unter der Regie Korbinian Köberles als 40-minütiger Fernsehfilm mit dem Titel Asche und Glut und 2006 in Ungarn als Direct-to-DVD-Film unter der Regie István Iglódis.
Unter der Regie von Walter Adler entstand im Jahre 2000 in einer Koproduktion von SR, HR und RB eine Hörspielfassung von Die Glut, bei der Thomas Holtzmann, Rolf Boysen, Michael König, Doris Schade, Susanne Lothar, Heinrich Giskes, Walter Renneisen, Peter Fitz, Hans Peter Hallwachs, Philipp Schepmann und Timo Glosemeyer mitwirkten.

## Theater
Am 16. Oktober 2002 fand die deutschsprachige Erstaufführung einer Dramatisierung von Knut Boeser am Schauspielhaus Düsseldorf in der Regie von Ingo Brux mit Ernst Alisch und Peter Harting (Bühne: Gerhard Benz, Kostüm: Elisabeth Strauss) statt. Christopher Hampton adaptierte den Roman in englischer Sprache für die Bühne. Diese Fassung wurde 2006 in London uraufgeführt. Am 4. Dezember 2009 fand die deutschsprachige Erstaufführung der Fassung von Hampton am Schauspielhaus Graz mit Helmuth Lohner in der Rolle des Henrik statt, die ab April 2010 auch im Theater in der Josefstadt zu sehen war.
Márai selbst hatte seinen Roman 1965 unter dem Titel Parázs (Glut) adaptiert.